# Nariz electrónica
Una nariz electrónica es un sistema electrónico con capacidad analítica cuya finalidad es detectar los compuestos orgánicos volátiles (VOCs) que forman parte de una muestra olorosa pudiendo de esa forma reconocerla o discriminarla dentro de un conjunto de sustancias olorosas. Estos sistemas imitan de una manera extremadamente simplificada el principio del sistema olfativo de los mamíferos. 

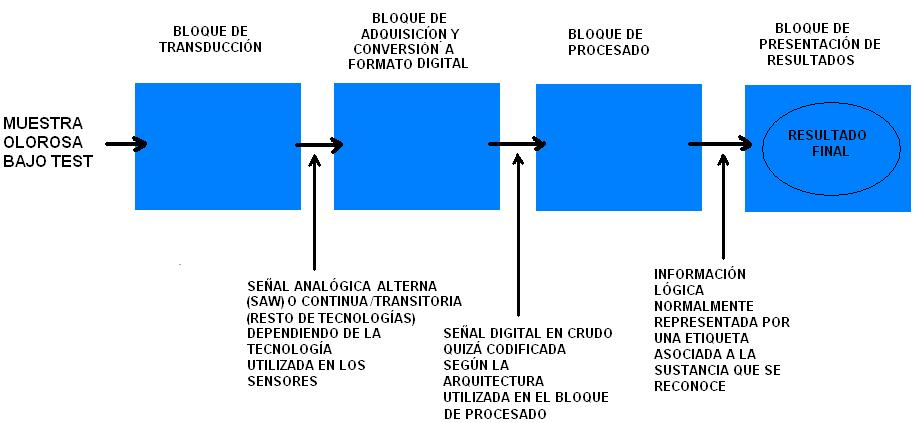
Diagrama de bloques funcional de una nariz electrónica genérica (se da una descripción detallada de cada bloque en el artículo).

Desde un punto de vista funcional una nariz electrónica genérica está formada fundamentalmente por 4 bloques bien definidos:
- Un bloque de transducción cuyo elemento fundamental es un array de sensores químicos o de gas. Este array suele estar formado por un número determinado de sensores. El número de sensores en el array así como la tecnología empleada para implementar los sensores influye de forma importante en las prestaciones de la aplicación. En secciones posteriores se describirá tanto la tecnología como el funcionamiento de estos sensores.

- Un segundo bloque de adquisición de señal y conversión a un formato digital apropiado en la que se incluye circuitería de adquisición de datos, fundamentalmente un conversor analógico-digital, así como componentes electrónicos para el acondicionamiento de la señal analógica entregada por el array, los cuales pueden ser desde un amplificador operacional hasta un simple condensador,...

- Otro bloque de procesado, encuadrándose normalmente dicho procesado dentro del ámbito del Aprendizaje Automático (este término es una traducción del original en inglés Machine Learning).

- Y un cuarto bloque de presentación de resultados, esta parte en su versión más básica podría estar formada por una sencilla pantalla LCD.

En la parte de transducción el elemento fundamental es un array de sensores químicos. Estos sensores generalmente son no específicos y reaccionan ante un espectro relativamente grande de compuestos (es decir, no han sido diseñados para reconocer ningún compuesto concreto sino, por el contrario, cuanto mayor sea el número de compuestos ante los que pueden reaccionar teóricamente mayor es el número de ámbitos de aplicación). La circuitería de adquisición y acondicionamiento de señal es totalmente estándar comprendiendo desde el ya mencionado conversor analógico-digital hasta amplificadores operacionales pasando obviamente por elementos circuitales pasivos. La única característica específica de la aplicación que deberían tener dichos elementos circuitales es que sean de bajo ruido dado que las señales inducidas por algunos compuestos pueden ser extremadamente débiles.
Las técnicas empleadas en la parte de procesado pertenecen como se comentó anteriormente al ámbito del Aprendizaje Automático pero adaptadas a las señales entregadas por los sensores químicos. Dicho conjunto de técnicas son conocidas con el nombre de Aprendizaje Olfativo Automático (esta acepción proviene del término en lengua inglesa, Machine Olfaction). Los aspectos diferenciales entre las señales entregadas por los sensores y otros tipos de señales sobre los que también se empleen técnicas de Aprendizaje Automático, como señales de voz, de audio o señales de control, serán expuestos a continuación.
Hay que decir que también existen dispositivos que basan su procesado en técnicas propias de la cromatografía de gases.

## Historia
El científico Alexander Graham Bell hizo ver a la sociedad que era difícil medir un olor, como podemos observar en la siguiente cita:
¿Alguna vez habéis medido un olor? ¿Podéis decir si un olor es justo el doble de fuerte que otro? ¿Podéis medir la diferencia entre un tipo de olor y otro? Es obvio que existen muchos diferentes tipos de olores… toda la gama existente entre el olor de las violetas hasta el olor de la asafétida. Pero hasta que no podáis medir el gusto de un olor y sus diferencias, no tendréis ciencia del olor. Si tenéis la ilusión de encontrar una nueva ciencia: medid un olor.
—Alexander Graham Bell, 1914
Durante décadas, desde que Bell hizo esta observación no se produjo ningún tipo de avance científico en este aspecto, de hecho hasta que no pasaron los años 50 no se produjo ningún progreso significativo.

## Sensores químicoso de gas
La función de estos sensores es dar lugar a una magnitud física (conductancia, resistencia,...) la cual pueda ser capturada por el hardware de adquisición. Dicha magnitud debería reflejar en menor o mayor la exposición de los sensores a la muestra olorosa.
La magnitud utilizada para „tomar la huella“ (de hecho el término en inglés fingerprint es ampliamente utilizado en este campo) de la muestra olorosa bajo test depende casi exclusivamente del tipo de sensor químico empleado en la aplicación.
El funcionamiento de estos sensores es básicamente el siguiente: tras ser expuestos los sensores a un determinado gas o mezcla de ellos la magnitud física antes mencionada se ve alterada en una manera teóricamente diferente según la sustancia a la que se expone. En el caso más simplificado en el que solo se emplee un sensor, éste debería sufrir una variación de magnitud tal que esta fuese característica de la sustancia a la que se expone. 
A continuación se describirán los principales tipos de sensores químicos utilizados en estos dispositivos.

### Tipos de sensores químicos
Los tipos de sensores más ampliamente utilizados son cuatro: basados en semiconductor de óxido metálico (Metal-Oxide Semiconductor), basados en onda acústica de superficie (Surface Acoustic Wave, SAW), ópticos, basados en fotoionización y los basados en resistencia (Chemiresistors).
- basados en semiconductor de óxido metálico, estos sensores están formados por una fina lámina de semiconductor de cierto óxido metálico. Tras la exposición tiene lugar un cambio en la conductancia del material y esto es el lo que se utiliza para caracterizar la sustancia olorosa. Estos sensores son comercialmente accesibles y tienen buena sensibilidad pero para su correcto funcionamiento deben operar a temperaturas entre 100 °C y 600 °C lo cual hace que consuman más potencia que aquellos que pueden funcionar a temperatura ambiente siendo difícilmente adaptables a dispositivos portátiles por razones obvias.

- basados en onda acústica de superficie, estos sensores hacen uso de las ondas acústicas conocidas como ondas Rayleigh en honor de su descubridor. El funcionamiento es el siguiente: estos sensores están formados por un material piezoeléctrico (normalmente un cuarzo) el cual se recubre con una delgada capa de un material (en la mayoría de los casos se usa un polímero) que reacciona en contacto con ciertos gases, dicha estructura es excitada mediante señales de radiofrecuencia las cuales varían su frecuencia inicial de excitación tras la aparición de las mencionadas ondas de superficie las cuales se inducen en la estructura cuando esta entra en contacto con la sustancia olorosa objetivo. Las ventajas de este tipo de sensores son su alta sensibilidad y que pueden ser producidos en masa con alta reproducibilidad (es decir, se puede fabricar una cantidad elevada de los mismos y su comportamiento es parecido con cierta tolerancia). Sin embargo, dado que han de excitarse con radiofrecuencia el aumento de la miniaturización puede ser un problema a la hora de aplicar dicha excitación.